# Ángel Garrido
Ángel Garrido García (ur. 7 kwietnia 1964 w Madrycie) – hiszpański polityk, inżynier i samorządowiec, w latach 2018–2019 prezydent Wspólnoty Madrytu.

## Życiorys
Z wykształcenia inżynier górnictwa, absolwent Universidad Politécnica de Madrid, pracował w branży logistycznej.
Był działaczem Centrum Demokratycznego i Społecznego, w 1991 dołączył do Partii Ludowej. W 1995 wszedł w skład zgromadzenia miejskiego w Pinto. W 1999 wszedł w skład rady miejskiej w Madrycie, zasiadał w niej do 2015. Był w tym czasie przewodniczącym rad lokalnych w kilku dystryktach, w latach 2011–2015 przewodniczył obradom plenarnym madryckiego samorządu.
W 2015 wybrany w skład parlamentu Wspólnoty Madrytu, w czerwcu tegoż roku został członkiem regionalnego gabinetu odpowiedzialnym za sprawiedliwość oraz rzecznikiem prasowym rządu. W kwietniu 2018, po złożeniu dymisji przez Cristinę Cifuentes, został pełniącym obowiązki prezydenta Wspólnoty Madrytu. W maju 2018 zatwierdzono go na urzędzie prezydenta tej wspólnoty autonomicznej.
W kwietniu 2019 ustąpił z tej funkcji, a następnie dołączył do partii Obywatele. W maju tegoż roku z jej listy ponownie został posłem do Zgromadzenia Madryckiego. W sierpniu 2019 powołany na członka rządu regionalnego, w którym powierzono mu odpowiedzialność za sprawy transportu mobilności i infrastruktury. Zakończył urzędowanie w marcu 2021.